# Диверсифікація
Диверсифіка́ція (новолат. diversificatio — зміна, різноманітність; від лат. diversus — різний і facere — робити) — володіння найрізноманітнішими фінансовими активами, кожен з яких має різний рівень ризику, з метою зниження загального ступеня ризику портфеля в цілому.
1. Розподіл інвестицій і ризиків з різних ринків, фінансових інструментів і стратегій торгівлі.
2. Загальна ділова практика, направлена на розширення номенклатури товарів і послуг та/або географічної території, для того, щоб розподілити ризик і знизити залежність від циклічності бізнесу.
3. Спосіб розвитку підприємства, що полягає в освоєнні виробництва нових товарів, товарних ринків, а також видів послуг, що включає не просто диверсифікацію товарних груп, але й розповсюдження підприємницької діяльності на нові та не пов'язані з основними видами діяльності фірми.[1]

Ефективність здійснення диверсифікації безпосередньо залежить від своєчасної орієнтації на види товарів, робіт, послуг, які мають попит і є конкурентоздатними. Оцінка результатів діяльності підприємства пов'язана з розробкою методики отримання, аналізу та надання інформації, яка стосується освоєння нових технологій, видів продукції, діяльності ринків та інших видів і напрямків діяльності, а також виявлення закономірностей визначення стану досягнення мети проведення диверсифікації. Перспективи та проблеми, пов'язані із своєчасною оцінкою результатів диверсифікації складових бізнесу підприємств — актуальні і потребують глибших досліджень.
Методики оцінки ефективності проєкту диверсифікації цікавлять усіх учасників проєкту, залежно від їх ролі та участі. Економічно ефективним є той проєкт диверсифікації, у якому різниця дисконтованих результатів діяльності і витрат має невід'ємне значення за певний період часу і надалі змінюється. Ефективний бізнес, який реалізується відповідно до мети у кінцевому результаті приведе до того, що підприємство та інвестор одержать достатній очікуваний прибуток.
Модель для визначення часток підприємства та інвестора може мати вигляд:
1. КІ + КП = ОК
2. ПІ + ПП = ОП
3. ПІ / КІ > НПІ
4. ПП / КП > Нпп

де КІ — капітал інвестора; КП — капітал підприємства; ОК — загальний капітал, призначений для здійснення диверсифікації бізнесу; ПІ — прибуток інвестора; ПП — прибуток підприємства; ОП — загальний прибуток, який підлягає розподілові між учасниками проєкту диверсифікації бізнесу; НПІ — норма прибутку капіталу інвестора; Нпп — норма прибутку капіталу підприємства.
Показником оцінки ефективності вкладів є рентабельність власного капіталу. Цей показник посилений показником розрахунку рентабельності власного капіталу згідно з грошовим потоком.
При проведенні фінансового аналізу використовують чотири групи коефіцієнтів:
1. Коефіцієнти грошового покриття
2. Коефіцієнти грошового покриття прибутку
3. Коефіцієнти грошового покриття капітальних витрат
4. Коефіцієнти рентабельності грошових потоків

За першою групою коефіцієнтів визначають результати від диверсифікації основної діяльності підприємства. За другою групою — визначають ступінь розбіжностей. За третьою групою визначають можливості диверсифікованого підприємства. За четвертою групою коефіцієнтів проводиться оцінка можливостей диверсифікованого підприємства генерувати грошові потоки.
Оцінюючи ефективність проєкту диверсифікації діяльності підприємства необхідно використовувати дані в динаміці за певний період. Оцінюючи ефективність проєкту диверсифікації діяльності підприємства за допомогою фінансового аналізу доцільно використовувати не лише показники за попередні роки, а й прогнозні. Достовірність результатів аналізу безумовно залежить від рівня знань спеціаліста, який проводить такий аналіз у питаннях прогнозування дій, але в будь — якому випадку такий аналіз є логічним наслідком фінансового аналізу звіту про рух грошових коштів для отримання управлінською ланкою інформації щодо оцінки результатів диверсифікації діяльності підприємства.
Основне завдання здійснення диверсифікації — забезпечення прийнятного співвідношення між прибутковістю та рівнем ризику.

### Диверсифікація постачальників
Це розподіл закупівель серед кількох фірм-постачальників з метою знизити ризик недоставки товару, браку продукції і т.д., а також побудова розгалуженої мережі постачальників здатних компенсувати один одного в разі тимчасового або повного припинення співпраці.